# Zsolt Czingler
Zsolt Czingler (Hungría, 28 de abril de 1971) es un atleta húngaro retirado especializado en la prueba de triple salto, en la que consiguió ser medallista de bronce mundial en pista cubierta en 1999.

## Carrera deportiva
En el Campeonato Mundial de Atletismo en Pista Cubierta de 1999 ganó la medalla de bronce en el triple salto, con un salto de 16.98 metros, siendo superado por el alemán Charles Friedek (oro con 17.18 metros) y el estadounidense LaMark Carter (plata también con 16.98 metros).